# NGC 2523B
NGC 2523B (другие обозначения — UGC 4259, MCG 12-8-30, ZWG 331.30, IRAS08072+7342, PGC 23025) — спиральная галактика (Sb) в созвездии Жираф.
Этот объект не входит в число перечисленных в оригинальной редакции «Нового общего каталога» и был добавлен позднее.